# نانسي سيلفرتون
نانسي سيلفرتون (من مواليد 20 يونيو 1954) هي طاهية وخبازة ومؤلفة أمريكية. ،فازت سيلفرتون بجائزة الطاهي المتميز من مؤسسة جيمس بيرد في عام 2014 ، تقديراً لدورها في تعميم العجين المخمر والخبز المصنوع يدويًا في الولايات المتحدة.

## الحياة الشخصية
خسرت سيلفرتون الأموال التي جنتها من بيع مخبز La Brea في فضيحة مادوف الاستثمارية . لديها ثلاثة أطفال.

## روابط خارجية
- موقع ويب مجموعة مطاعم موزا